# Raphicerus sharpei
El raficero de Sharpe (Raphicerus sharpei) es una especie de mamífero artiodáctilo de la subfamilia Antilopinae ampliamente distribuida por las sabanas del África oriental y austral; se le encuentra desde Namibia y Sudáfrica hasta Tanzania.